# Tahrirplein (Alexandrië)

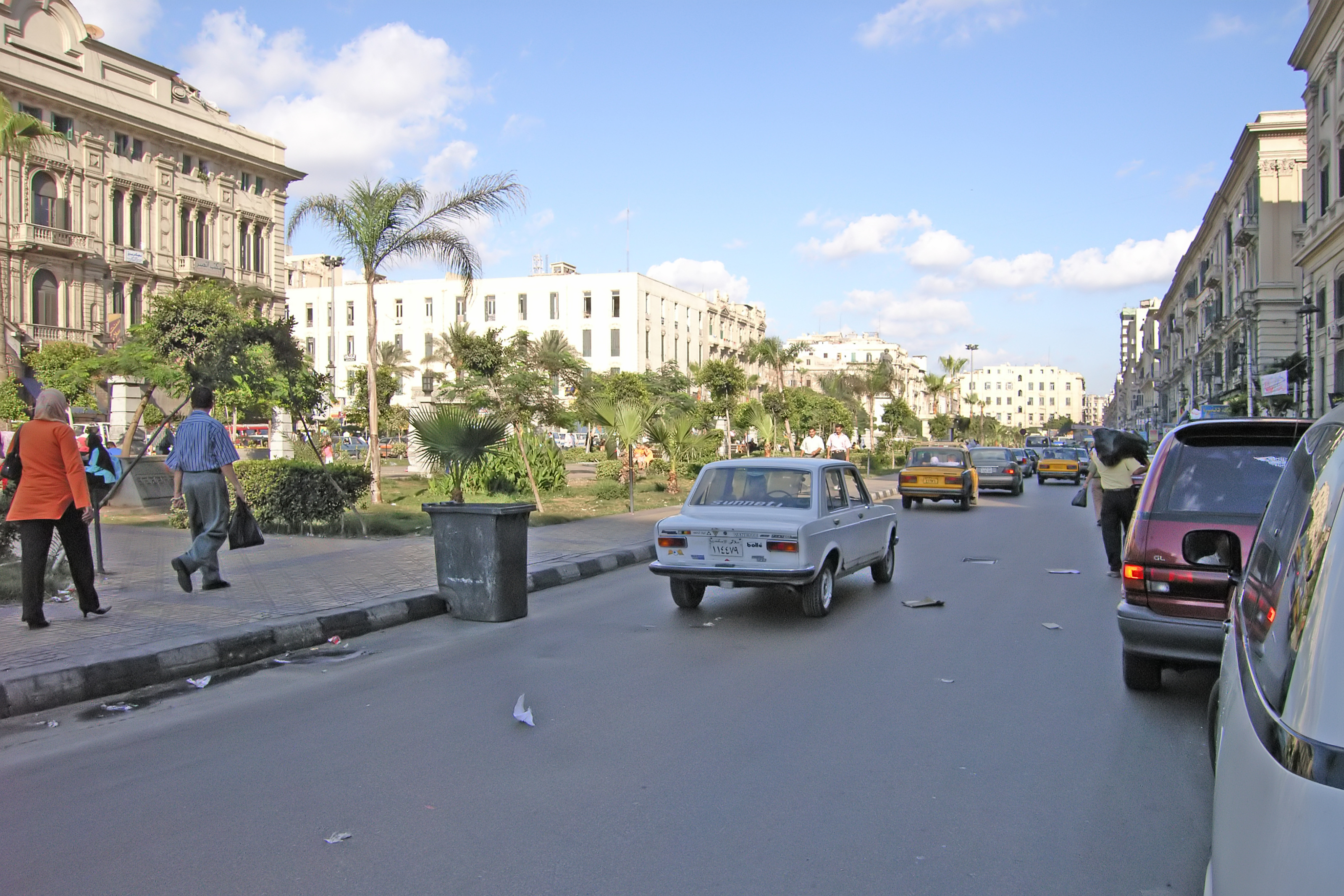
Het Tahrirplein of Mansheyaplein in 2005.

Het Tahrirplein (Arabisch:ميدان التحرير, Midan at-Tahrir, "Bevrijdingsplein" of "Vrijheidsplein") is een groot, langwerpig plein in het historische centrum van de Egyptische stad Alexandrië. Het plein wordt ook vaak Mansheyaplein (ميدان المنشية, Midan al-Mansheya) genoemd, en heeft in het verleden onder verschillende andere namen bekend gestaan. Op het plein staat een ruiterstandbeeld van Mohammed Ali Pasha.

## Locatie
Het Tahrirplein ligt in het district Gomrok, in de wijk Mansheya. Het ligt min of meer parallel aan de boulevard (corniche) van Alexandrië, enkele huizenblokken landinwaarts. Tussen het Tahrirplein en het aan de boulevard gelegen Marinemonument voor de Onbekende Soldaat ligt het Ahmed Orabiplein; de twee pleinen vormen samen een T.
In de buurt staat zich de Anglicaanse kerk van St. Marcus, ontworpen rond 1840 door James William Wild in een eclectische stijl met neogotische, Byzantijnse, islamitische en andere elementen.

## Geschiedenis

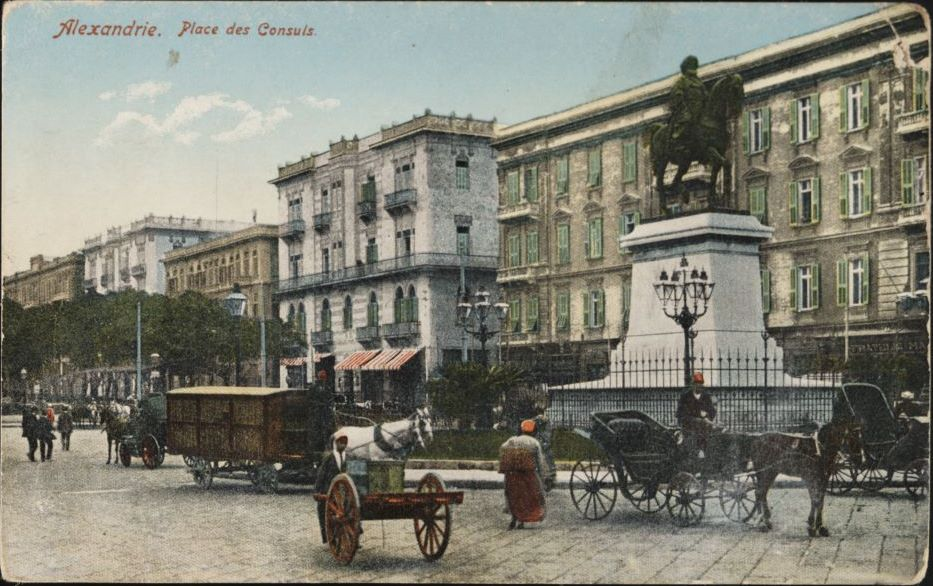
Place des Consuls met standbeeld van Mohammed Ali, ansichtkaart uit ca. 1900.

Place des Consuls circa 1865 (foto van Henricus Nijgh).

Het plein is in het verleden aangeduid als:
- Place d'Armes ("Paradeplein")
- Grand-Place, Gran Piazza ("Grote Plein", "Grote Markt")
- Place des Consuls ("Plein van de Consuls")
- Place Mohammed Ali, Mohammed Ali Square ("Mohammed Aliplein")

Begin 19e eeuw was de locatie van het huidige plein een overwegend open ruimte, wel aangeduid als esplanade of parade gravé. Het Franse en Britse consulaat stonden in dit gebied. De open ruimte diende waarschijnlijk ook als paradegrond voor Mohammed Ali's marine en leger; Alexandrië was een belangrijke garnizoensstad. 
In 1834 werd in Alexandrië een commissie ingesteld voor planmatige stadsvernieuwing, de Commission mixte permanente de l'Ornato of Majlis El Ornato. De voorzitter was de Griekse consul-generaal Michael Tossiza, een vertrouweling van Mohammed Ali. De commissie zorgde voor de aanleg van straten, openbare gebouwen en voorzieningen, en de (her)inrichting van het nieuwe "Frankische" of "Europese kwartier" van de stad, rond de Grand Place. De architect was de Italiaanse ingenieur Francesco Mancini. 
Rondom het plein kwamen grote gebouwen, aangeduid als okelle of wakala, naar het voorbeeld van gebouwen in het Turkse kwartier: multifunctionele stadspaleizen waarin handelshuizen gevestigd waren, maar die ook vele andere diensten aanboden. De door Mancini ontworpen gebouwen waren in Italiaans-oriëntaalse stijl. De naam Place des Consuls was gebaseerd op het feit dat de consulaten van West-Europese landen hier waren gevestigd. Het was voor Europese reizigers de plaats waar zij na aankomst in Egypte hun eerste onderdak vonden. 
Rond 1870 werd een ruiterstandbeeld van Mohammed Ali op het plein geplaatst, op last van zijn kleinzoon kedive Ismail. Het plein werd toen Mohammed Aliplein genoemd. Het beeld, gemaakt door de Franse beeldhouwer Henri-Alfred Jacquemart, was omstreden omdat het in islamitische kunst ongebruikelijk is om mensen af te beelden. 
De opstand van Ahmed Urabi en de anti-Europese rellen in Alexandrië speelden zich vooral af op het Mohammed Aliplein. In 1882 bombardeerde de Engelse vloot Alexandrië, waarbij de gebouwen rond het plein werden verwoest. Daarna werd in een periode van economische voorspoed het plein herbouwd met nieuwe okelles in Italiaanse belle époque-stijl. 
In de jaren 1930-1940 werd het plein herontwikkeld. Na de Staatsgreep in Egypte in 1952 werd het plein hernoemd tot Bevrijdingsplein. In oktober 1954 was er een mislukte moordaanslag op president Gamal Abdel Nasser op het plein. Sinds de jaren 1960 zijn er steeds meer sporen van het oude kosmopolitische karakter van de omgeving verdwenen.